# Cocyte
Dans la mythologie grecque, le Cocyte (en grec ancien Κωκυτός / Kôkytós, « qui naît des larmes ») est un fleuve des Enfers, affluent de l'Achéron (ou du Styx selon les versions). Comme pour tous les fleuves des mythologies grecque et romaine, Cocyte désigne tant le fleuve lui-même que le dieu fleuve associé.
Dans la tradition romaine (notamment chez Virgile), le Cocyte devient le fleuve principal des Enfers.

## Famille
En tant que Dieu fleuve, Cocyte est un fils du titan Océan et de son épouse, la titanide Téthys. Il est l'un de leur multiples fils, les Dieux fleuve, généralement au nombre de trois mille, et a pour sœurs les Océanides, elles aussi au nombre de trois mille, l'ainée desquelles étant Styx, déesse du fleuve infernal du même nom. Ouranos et Gaïa (la Terre) sont ses grands-parents tant paternels que maternels.
La nymphe Menthé (ou Minthé), amante d'Hadès avant que celui-ci n'enlève Perséphone ou après son mariage avec celle-ci, selon les versions, est sa fille, née de mère inconnue.

## Fonctions et description
En tant que fleuve des Enfers, le Cocyte est alimenté par les larmes de ceux qui sont dans l'hybris et de ceux qui se sont mal conduits en général.
Sur ses rives, les âmes qui n'ont pas eu de sépultures (âmes perdues ou errantes) cherchent leur chemin vers les Enfers.

## Postérité

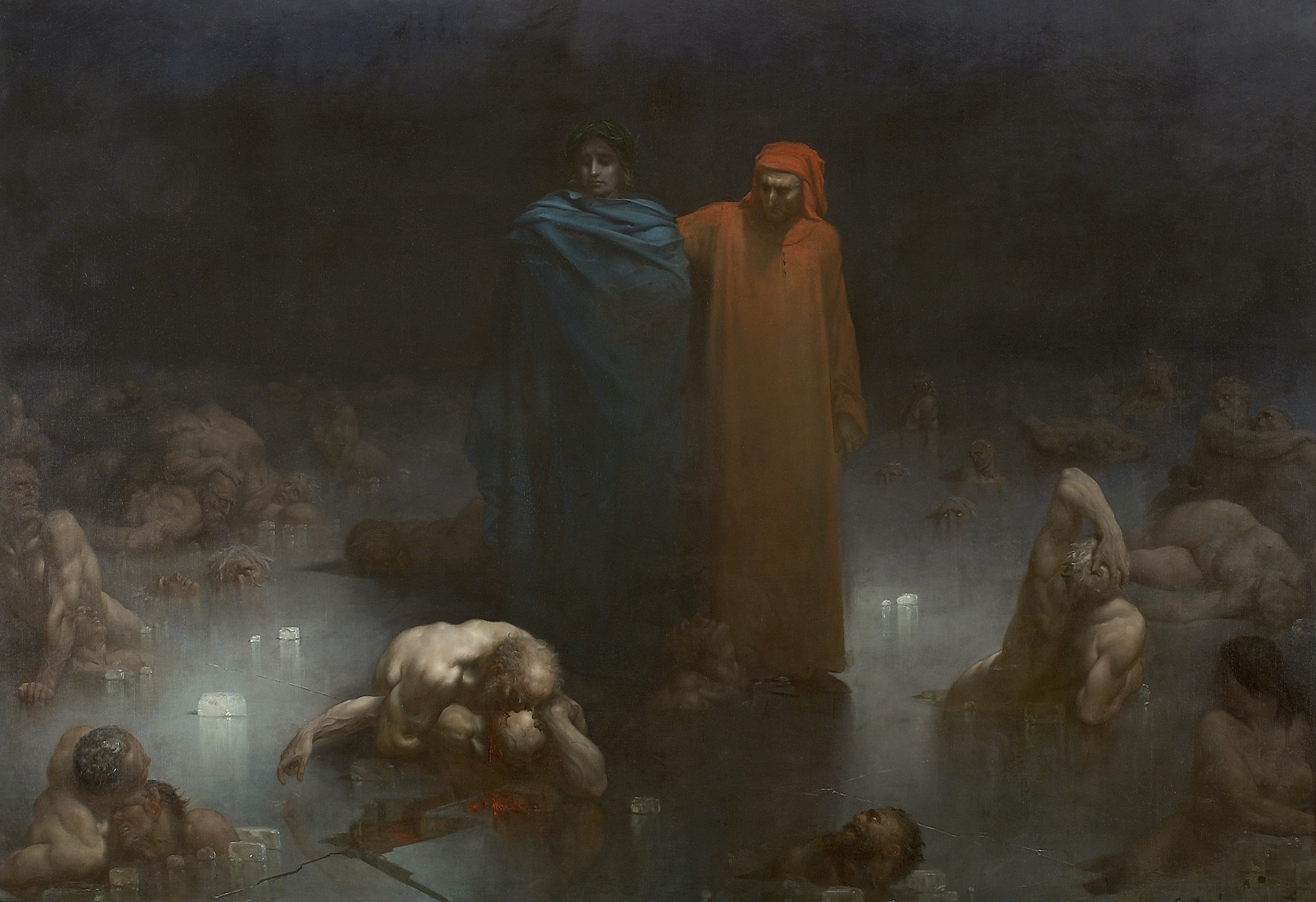
Le Cocyte dans un tableau de Gustave Doré, Dante et Virgile dans le neuvième cercle de l'Enfer.

### Littérature
- Jean-Philippe Rameau, dans son Hippolyte et Aricie, livret de Simon-Joseph Pellegrin, montre le dieu des Enfers, Pluton, évoquant la puissance de son domaine[2]:

« Qu’à servir mon courroux tout l’Enfer se prépare ;
Que l’Averne, que le Ténare,
Le Cocyte, le Phlégéthon,
Par ce qu’ils ont de plus barbare,
Vengent Proserpine et Pluton. »

- Le Cocyte apparait dans la série de romans Percy Jackson de Rick Riordan, plus précisément dans le roman La Maison d'Hadès. Alors qu'ils chutent dans le Tartare, Percy utilise l'eau du Cocyte pour amortir sa chute et celle d'Annabeth. Ils se retrouvent dans le fleuve qui les encourage à se laisser noyer. Annabeth résiste et distrait Percy jusqu'à ce qu'ils parviennent à sortir de l'eau.

### Jeu vidéo
- Dans le jeu vidéo Dante's Inferno, Dante affronte le boss final, Lucifer, sur le lac Cocyte[3].
- Dans le jeu vidéo Final Fantasy XIV, Cocyte est un boss du raid normal Pandaemonium[pas clair][réf. nécessaire].

### Série télévisée
- Dans la série Brooklyn 99, lors de l'épisode 10 de la saison 3, le capitaine Holt évoque le lac Cocyte pour comparer la température de l’eau qu’il vont devoir affronter lors de bain de Noël[réf. nécessaire].